# منطقه آزاد تجاری-صنعتی کیش
منطقه آزاد تجاری - صنعتی کیش یکی از مناطق هفتگانه آزاد ایران است که در استان هرمزگان قرار دارد. منطقه آزاد کیش شامل جزایر کیش، هندرابی، فارور بزرگ و فارور کوچک است و اداره امور آن برعهده سازمانی است که مسئولیت‌هایش از سوی شورای عالی مناطق آزاد تجاری-صنعتی و ویژه اقتصادی کشور تهیه و تصویب شده‌است.
کیش اولین منطقه آزاد ایران و شهرت اصلی‌اش برای تفریحی بودن آن است. این جزیره، یکی از مقاصد اصلی گردشگران ایرانی است.

## مأموریت
مأموریت تعریف شده برای منطقه آزاد کیش در زمینه توریسم و گردشگری، تمرکز خدمات فرهنگی-رفاهی، صنایع پیشرفته، فناوری اطلاعات، ایجاد بورس خدمات تجاری نفت و کالاهای نفتی و مرکزیت یافتن در زمینه نمایشگاه‌ها و همایش‌های بین‌المللی و منطقه‌ای است.
سازمان‌منطقه ازاد کیش دارای سه شرکت زیرمجموعه (شرکت عمران آب و‌خدمات کیش ، شرکت سرمایه‌گذاری کیش ، شرکت گمرک و‌فرودگاههای کیش) میباشد.

## حمل‌ونقل
منطقه آزاد تجاری - صنعتی کیش در فاصله ۱۸ کیلومتری ساحل جنوبی ایران (۳۰۰ کیلومتری غرب بندرعباس) قرار گرفته و راه اصلی ارتباطی آن با داخل و خارج از کشور از مسیر هوایی است. فرودگاه بین‌المللی کیش یکی از فرودگاه‌های مجهز کشور بوده و روزانه علاوه بر پروازهای داخلی هواپیماهای زیادی مسافران ایرانی و خارجی را از این جزیره به مقصد کشورهای دور و نزدیک خارج یا از کشورهای دیگر به این جزیره وارد می‌کنند.
علاوه بر آن از بندرگاه کیش نیز روزانه کشتی‌های متعددی به سه مقصد بندر چارک، بندر آفتاب و بندرلنگه در رفت‌وآمد هستند.
یکی از راههای سفر به جزیره کیش، سفر با خودرو شخصی است اما در کنار پرداخت هزینه سوختی که باید متحمل شوید این موضوع را نیز باید در نظر داشت باشید که برای ورود خودرو خود به کیش نیاز است که با لنج آن را وارد جزیره  کنید. در واقع همه این مشکلات باعث شده که بیشتر مسافران که به این جزیره سفر می‌کنند پس از مستقر شدن از خدمات کرایه خودرو در کیش استفاده کنند. استفاده از ماشین‌های اجاره‌ای این امکان را به شما می دهد تا با هزینه‌ی کمتری برای هر تعداد روزی که می‌خواهید خودروی مورد نظر خود را اجاره کنید.

## تاریخچه
پس از پیروزی انقلاب اسلامی، لایحه واردات کالا با استفاده از معافیت گمرکی به جزیره کیش در تاریخ ۱۸ اسفند ۱۳۵۸ به تصویب شورای انقلاب رسید و در نهایت در سال ۱۳۶۸ براساس تبصره ۱۹ قانون برنامه اول توسعه به دولت اجازه داده شد که در سه نقطه مرزی کشور شامل کیش، قشم و چابهار اقدام به تأسیس منطقه آزاد تجاری نماید.
چگونگی اداره این مناطق در ۷ شهریور ۱۳۷۲ به تأیید مجلس شورای اسلامی رسید و در تاریخ ۲۱ شهریور ۱۳۷۲ مورد تأیید شورای نگهبان قرار گرفت و رسما مناطق آزاد کار خود را از این سال شروع کردند.

## جمعیت
جمعیت جزیره کیش، بر پایهٔ سرشماری همگانی نفوس و مسکن در سال ۱۳۹۵، برابر با ۴۱۲۵۸ نفر بوده‌است که عمدتاً در شهر کیش ساکن هستند. براساس نتایج سرشماری سال ۱۳۹۵، جمعیت جزیره هندرابی نیز ۱۹۱ نفر بوده‌است. جزایر فارور بزرگ و کوچک نیز در حال حاضر غیرمسکونی هستند.

## گردشگری

### جاذبه‌های تفریحی
- پارک دلفین‌ها و باغ پرندگان
- درخت سبز
- اسکله بزرگ تفریحی کیش
- تم پارک آبی اوشن
- پارک هنر
- ساحل مرجانی
- سواحل ماسه‌ای-مرجانی
- باغ وحش، آکواریوم
- دلفیناریوم
- پارک کیبل اسکی
- بانجی جامپینگ
- کلوپ دریایی
- کشتی کروز
- پارک پنگوئن
- باغ راه

### بازارها و مراکز خرید
بازار پردیس یک، بازار پردیس دو، بازار مرکز تجاری کیش، بازار مروارید، بازار زیتون، بازار مریم، بازار پانیذ، بازار ونوس، بازار مرجان، بازار پارس خلیج، بازار میرمهنا (عرب‌ها)، مرکز خرید پدیده کیش، مرکز خرید هایپرمارکت، بازار دامون، بازار شارستان، بازار پادنا، بازار دیپلمات، بازار هرمز، بازار سارینا ۱، بازار میکا، بازار بهکیش، مجتمع خدماتی حافظ، مرکز خرید صدف، مرکز خرید گلستان، مرکز خرید شقایق